# Campeonato Europeo de Halterofilia de 1901
El V Campeonato Europeo de Halterofilia se celebró en Róterdam (Países Bajos) el 24 de julio de 1901 bajo la organización de la Federación Europea de Halterofilia (EWF) y la Federación Neerlandesa de Halterofilia.

## Medallistas
| Evento            | Oro                        | Plata | Bronce |
| ----------------- | -------------------------- | ----- | ------ |
| Categoría abierta | Josef Ziegelmeier Alemania | —     | —      |

## Medallero
| Núm. | País     | Oro | Plata | Bronce | Total |
| ---- | -------- | --- | ----- | ------ | ----- |
| 1    | Alemania | 1   | 0     | 0      | 1     |
|      | TOTAL    | 1   | 0     | 0      | 1     |